# Sri Lanka i olympiska sommarspelen 1980
Sri Lanka deltog i de olympiska sommarspelen 1980 med en trupp bestående av fyra deltagare, samtliga män, vilka deltog i en tävling i en sport. Ingen av landets deltagare erövrade några medaljer.

## Friidrott
Herrarnas 4 x 400 meter stafett
- Samararatne Dharmasena
- Kosala Sahabandu
- Newton Perera
- Appunidage Premachandra
  - Försöksheat — 3:14,4 (gick inte vidare)